# The Lizard (álbum de Saigon Kick)
The Lizard es el segundo álbum de estudio de la banda de rock estadounidense Saigon Kick. Luego de su lanzamiento, el cantante Matt Kramer y el bajista Tom Defile abandonaron la agrupación. La canción "Body Bags" fue utilizada en la banda sonora de la película de 1992 Beyond the Law.
El álbum fue certificado como disco de oro por la RIAA. Contiene el sencillo "Love Is on the Way", la canción más reconocida de Saigon Kick.

## Lista de canciones
Todas fueron escritas por Jason Bieler, excepto donde se indique.
1. "Cruelty" - 2:40
2. "Hostile Youth" (Bieler, Kramer) - 3:18
3. "Feel the Same Way" - 2:42
4. "Freedom" (Bieler, Kramer) - 4:12
5. "God of 42nd Street" - 3:59
6. "My Dog" (Bieler, Kramer) - 0:51
7. "Peppermint Tribe" (Bieler, Kramer) - 4:52
8. "Love Is on the Way" - 4:23
9. "The Lizard" (Bieler, Kramer) - 4:02
10. "All Alright" - 3:54
11. "Sleep" - 1:00
12. "All I Want" - 3:44
13. "Body Bags" (Bieler, Kramer, Varone) - 3:21
14. "Miss Jones" - 2:39
15. "World Goes Round" (Bieler, DeFile) - 4:54
16. "Chanel" - 2:46

La versión japonesa incluye la canción "Dear Prudence", cover de The Beatles, como bonus track.

## Créditos
- Matt Kramer: Voz
- Jason Bieler: Guitarra, voz, teclados
- Tom Defile: Bajo
- Phil Varone: Batería